# Sorso
Sorso (sardisk: Sòssu) er en by og en kommune (comune) i provinsen Sassari i regionen Sardinien i Italien. Byen ligger i 136 meters højde og har 14.732 indbyggere (2016). Kommunen har et areal på 67,01 km² og grænser til kommunerne Castelsardo, Sassari, Sennori og Tergu.